# Mario Capecchi
Mario Ramberg Capecchi (Verona, 1937. október 6. –) olasz származású amerikai genetikus, molekuláris biológus. 2007-ben Martin Evansszel és Oliver Smithiesszel megosztva elnyerte az orvostudományi Nobel-díjat a génkiütött (knockout) egér technológia kidolgozásáért.

## Gyermekkora
Mario Capecchi 1937. október 6-án született az olaszországi Veronában. Apja Luciano Capecchi, az olasz légierő tisztje volt, aki a második világháború során Észak-Afrikában esett el. Anyja, Lucy Ramberg német–amerikai költőnő volt, aki saját kívánságára nem kötött házasságot Mario apjával. Apja német régész, anyja amerikai festőnő volt és az Egyesült Államokban született, de Olaszországban nőtt fel. Németül publikálta verseit és a párizsi Sorbonne-on tanított irodalmat és nyelveket. Az 1930-as években csatlakozott egy költőkből álló fasizmusellenes csoporthoz, majd 1937-ben Dél-Tirolba költözött. 1939-ben német nyomásra az olasz hatóságok rövid időre bebörtönözték, majd 1941 tavaszán a németek letartóztatták és mint politikai foglyot a dachaui koncentrációs táborban tartották fogva. Lucy Ramberg sejtette mi vár rá: előzőleg eladta értéktárgyait és árukon gyerekét egy helyi olasz parasztcsaládra bízta.
Mario könnyebben megsebesült a lábán, amikor egy amerikai repülőgép végiggéppuskázta a mezőn dolgozó földműveseket. Egy év elteltével állítólag elfogyott a nevelésére biztosított pénz, és a család kitette a négy és fél éves gyereket. Mario ezután az utcákon csavargott, gyerekbandákhoz csatlakozott, néha árvaházakban lakott és sokat éhezett. Tisztázatlan körülmények között (feltehetően az apja jött érte) eljutott a 260 km-nyire délre fekvő Reggio Emiliába, ahol rövid ideig az apjánál lakott, aki azonban rosszul bánt vele és verte; végül betette egy árvaházba. Innen megszökött, de aztán visszavitték.
1945 tavaszán az amerikai csapatok elérték a dachaui koncentrációs tábort, és a sokat szenvedett Lucy Ramberg kiszabadult. 1946 októberére találta meg tífuszos kilencéves fiát egy kórházban. Amerikában élő öccse, a fizikus Edward Ramberg küldött nekik két hajójegyet, és Nápolyon keresztül az Egyesült Államokba utaztak.

## Tanulmányai és pályafutása
Mario és anyja a nagybátyjánál éltek, akik egy pennsylvaniai kvéker vallási közösség tagja volt. Mario elkezdett iskolába járni és megtanult angolul. A Philadelphiától északra fekvő kvéker George Schoolba járt középiskolába, majd az ohiói Antioch College főiskolára iratkozott be. Itt előbb a politikai tárgyak érdekelték, majd figyelme a természettudományokra váltott. Gyakran eljárt a Massachusetts Institute of Technology (MIT) előadásaira és beleszeretett az akkor forradalmát élő molekuláris biológiába. A főiskolán és a MIT-n biofizikával, röntgenkrisztallográfiával foglalkozott és olyan tudósoktól tanult, mint Salvador Luria, Cyrus Leventhal vagy Boris Magasanik. Fizikából és kémiából szerezte meg BSc oklevelét 1961-ben, utána pedig a Harvard Egyetemen tanult tovább, ahogyan a DNS-szerkezet felderítője, James Watson tanácsolta neki, és aki a mentorává vált.
1967-ben biofizikából doktorált és utána a Harvardon biokémiai tanszékén folytatta kutatói és oktatói karrierjét. Bár gyorsan emelkedett a ranglétrán, négy év után felmondott és az Utahi Egyetem biológiaprofesszora lett, ahol egész aktív pályája során megmaradt. 1988-tól Howard Hughes Medical Institute felügyelői posztját is ellátja. 1989-ben az Utahi Egyetem orvosi tanszékének humángenetikai professzora, 1993-ban pedig a humángenetika és biológia kiváló (distinguished) professzora lett.

## Munkássága
Capecchi még egyetemista korában, James Watson laboratóriumában kidolgozott egy sejtmentes fehérjetranszlációs rendszert, amelyben az R17 bakteriofág RNS-genomjáról szintetizálta annak burokproteinjeit.
Capecchi dolgozta ki azt a módszert, amellyel egy sejt génjét tetszés szerint tudta módosítani. Ehhez egy génkönyvtárból (baktériumokba klónozott kromoszóma-töredékekből) kikereste a megfelelő DNS-szakaszt, elvégezte rajta a megfelelő módosítást és egy markergénhez kötve elektroporációval bejuttatta a sejt citoplazmájába. Ritka esetekben a DNS bejutott a sejtmagba és homológ rekombinációval kicserélődött a sejt eredeti génjével. Bár ennek esélye nagyon csekély volt, a markergén bekapcsolódása jelezte a sikert és ezután csak tovább kellett tenyésztenie a jelzett sejtet. Tőle függetlenül a Wisconsin-Madison Egyetemen dolgozó Oliver Smithies is jelentős eredményeket ért ezen a területen. 
Capecchi együttműködött az egér-őssejtekkel foglalkozó Martin Evans-szal, aki annak technológiáját dolgozta ki, hogyan lehet a génmódosított őssejtet felnőtt egérré növeszteni. Az őssejtet néhánysejtes egérembrióba, blasztocisztába illesztették be, amely továbbfejlődött és a megszülető kisegér eredeti és módosított sejteket is tartalmazott, kiméra volt. Ezután kiválasztották azokat, amelyeknek az ivarszervei a génmódosított sejtekből származtak és ezeket párosítva módosított egértörzset hoztak létre. Az 1989-re kidolgozott technika széleskörűen elterjedt, elsősorban a kutatásban alkalmazták úgy, hogy célzottan kikapcsolták az egyes géneket és vizsgálták, hogy a szervezetben vagy a sejtekben milyen változások történtek (ún. knockout egér módszer). A technológia forradalmi újításokat hozott az orvostudományban, az öröklött betegségek kutatásában is.
Capecchi a technikával elsősorban a testszerveződésért felelős Hox géncsaládot vizsgálta, kikapcsolva az egyes géneket meghatározta azok funkcióit a szervek és a csontváz fejlődésében. Capecchi és munkatársai dolgozták ki az alveoláris rhabdomioszarkóma (gyermekkorban jelentkező agresszív izomtumor) első egérmodelljét is.

## Elismerései
Mario Capecchi, Martin Evans és Oliver Smithies 2007-ben megkapta az orvostudományi Nobel-díjat "az embrionális őssejtek segítségével egérben végrehajtott specifikus génmódosítások felfedezéséért". Ezenkívül számos egyéb díjban részesült:
- 1992 – Bristol-Myers Squibb-díj a neurológiai kutatásokért
- 1993 – a Gairdner Alapítvány Nemzetközi Díja
- 1994 – a General Motors Rákutatási Alapítványának Alfred P. Sloan Jr.-díja
- 1996 – Kiotó-díj
- 1997 – Franklin-érem
- 1998 – Rosenblatt-díj
- 1998 – Baxter-díj a kiváló orvostudományi kutatásért
- 2000 – az olasz Premio Phoenix-Anni Verdi-díj a genetikai kutatásért
- 2001 – Albert Lasker-díj az orvostudományi alapkutatásért
- 2001 – a spanyol Jiménez-Diáz Díj
- 2001 – A Haladás Úttörője-díj
- 2001 – Nemzeti Tudományos Érem
- 2002 – John Scott Érem
- 2003 – a Pezcoller Alapítvány rákkutatói díja
- 2002/3 – Wolf-díj

## Családja
Mario Capecchi nős, Laura Frasert vette feleségül. Egy lányuk született, Misha Capecchi.